# Сан-Матео (Каліфорнія)
Сан-Матео (англ. San Mateo) — місто (англ. city) в США, в окрузі Сан-Матео штату Каліфорнія. Населення — 105 661 особа (2020). Одне з найбільших передмість на півострові Сан-Франциско.

## Історія
На початку 1850-х років заможні жителі Сан-Франциско почали будувати літні та постійні будинку в середній частині півострова, що мала більш м'який клімат. На місці двох ранчо XVIII століття — Rancho de las Pulgas та Rancho San Mateo — утворилося поселення Сан-Матео та отримало 4 вересня 1894 статус міста.

## Географія
Сан-Матео розташований за координатами 37°33′37″ пн. ш. 122°18′38″ зх. д. / 37.56028° пн. ш. 122.31056° зх. д. (37.560310, -122.310600).  За даними Бюро перепису населення США в 2010 році місто мало площу 41,14 км², з яких 31,42 км² — суходіл та 9,72 км² — водойми.

### Клімат
| Клімат : Сан-Матео      | Клімат : Сан-Матео | Клімат : Сан-Матео | Клімат : Сан-Матео | Клімат : Сан-Матео | Клімат : Сан-Матео | Клімат : Сан-Матео | Клімат : Сан-Матео | Клімат : Сан-Матео | Клімат : Сан-Матео | Клімат : Сан-Матео | Клімат : Сан-Матео | Клімат : Сан-Матео | Клімат : Сан-Матео |
| Показник                | Січ.               | Лют.               | Бер.               | Квіт.              | Трав.              | Черв.              | Лип.               | Серп.              | Вер.               | Жовт.              | Лист.              | Груд.              | Рік                |
| Абсолютний максимум, °C | 24,4               | 26,7               | 31,7               | 36,1               | 38,9               | 42,8               | 43,3               | 40,6               | 41,1               | 40,0               | 30,6               | 24,4               | 43,3               |
| Середній максимум, °C   | 12,8               | 19,4               | 18,3               | 20,6               | 23,3               | 24,4               | 25,0               | 25,0               | 24,4               | 23,3               | 18,3               | 14,4               | 20,8               |
| Середній мінімум, °C    | 4,4                | 6,1                | 7,2                | 7,8                | 10,0               | 12,2               | 13,3               | 13,3               | 12,2               | 10,0               | 6,7                | 4,4                | 9,0                |
| Абсолютний мінімум, °C  | −8,9               | −3,9               | −1,7               | 0,6                | 2,2                | 3,9                | 4,4                | 6,1                | 3,3                | 0,6                | −1,7               | −7,2               | −8,9               |
| ----------------------- | ------------------ | ------------------ | ------------------ | ------------------ | ------------------ | ------------------ | ------------------ | ------------------ | ------------------ | ------------------ | ------------------ | ------------------ | ------------------ |
| Джерело:                |                    |                    |                    |                    |                    |                    |                    |                    |                    |                    |                    |                    |                    |

## Демографія
Згідно з переписом 2010 року, у місті мешкало 97 207 осіб у 38 233 домогосподарствах у складі 23 444 родин. Густота населення становила 2363 особи/км².  Було 40014 помешкання (973/км²).
Расовий склад населення:
| - 57,8 % — білих - 18,9 % — азіатів - 2,4 % — чорних або афроамериканців - 2,1 % — вихідців з тихоокеанських островів - 0,5 % — корінних американців - 12,6 % — осіб інших рас |

До двох чи більше рас належало 5,7 %. Частка іспаномовних становила 26,6 % від усіх жителів.
За віковим діапазоном населення розподілялося таким чином: 20,8 % — особи молодші 18 років, 64,8 % — особи у віці 18—64 років, 14,4 % — особи у віці 65 років та старші. Медіана віку мешканця становила 38,9 року. На 100 осіб жіночої статі у місті припадало 95,4 чоловіків;  на 100 жінок у віці від 18 років та старших — 92,8 чоловіків також старших 18 років.
Середній дохід на одне домашнє господарство  становив 121 883 долари США (медіана — 90 208), а середній дохід на одну сім'ю — 140 361 долар (медіана — 105 790). Медіана доходів становила 66 284 долари для чоловіків та 61 698 доларів для жінок. За межею бідності перебувало 7,6 % осіб, у тому числі 8,2 % дітей у віці до 18 років та 8,8 % осіб у віці 65 років та старших.
Цивільне працевлаштоване населення становило 54 401 осіб. Основні галузі зайнятості: освіта, охорона здоров'я та соціальна допомога — 18,7 %, науковці, спеціалісти, менеджери — 18,6 %, мистецтво, розваги та відпочинок — 11,3 %, роздрібна торгівля — 9,3 %.

## Відомі люди
- Ліна Баскетт (1907—1994) — американська акторка з 75-річною кар'єрою в шоу-бізнесі, яка почалася ще в епоху німого кіно.

## Галерея

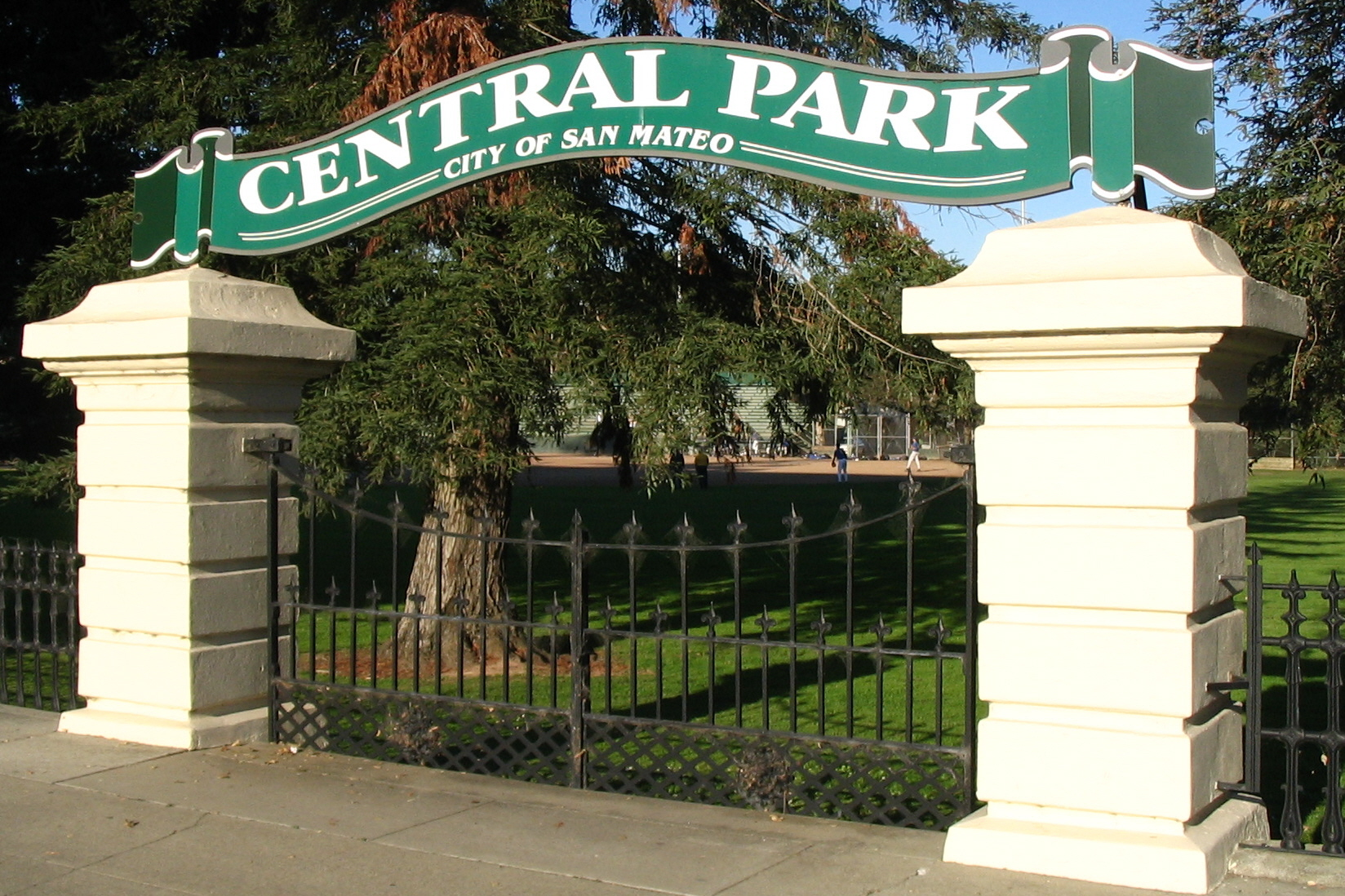
Центральний парк